# إيدين ماسويما
إيدين ماسويما (بالفرنسية: Eden Massouema) (29 يونيو 1997 بفيلبانت في فرنسا - ) هو لاعب كرة قدم فرنسي في مركز الوسط. لعب مع نادي باريس.

## روابط خارجية
- إيدين ماسويما على موقع رابطة كرة القدم الفرنسية للمحترفين (الإنجليزية)
- إيدين ماسويما على موقع إي إس بي إن إف سي (الإنجليزية)
- إيدين ماسويما على موقع قاعدة بيانات كرة القدم.إي يو (الإنجليزية)
- إيدين ماسويما على موقع Soccerway.com (الإنجليزية)